# Secrets & Lies
Secrets & Lies is een Britse dramafilm uit 1996 onder regie van Mike Leigh. De film werd genomineerd voor vijf Oscars en won de Gouden Palm op het filmfestival van Cannes.

## Verhaal
Hortense is een succesvolle, zwarte vrouw, die als kind geadopteerd werd. Na de dood van haar pleegmoeder gaat ze op zoek naar haar biologische moeder, terwijl de rest van het gezin vecht over het huis. Ze komt er tot haar verbazing achter dat haar echte moeder blank is. Al gauw komen er nog meer geheimen en leugens aan het licht.

## Rolverdeling
| Acteur                 | Personage                |
| ---------------------- | ------------------------ |
| Timothy Spall          | Maurice Purley           |
| Phyllis Logan          | Monica Purley            |
| Brenda Blethyn         | Cynthia Rose Purley      |
| Claire Rushbrook       | Roxanne Purley           |
| Marianne Jean-Baptiste | Hortense Cumberbatch     |
| Elizabeth Berrington   | Jane                     |
| Michele Austin         | Dionne                   |
| Lee Ross               | Paul                     |
| Lesley Manville        | Maatschappelijk werkster |
| Ron Cook               | Stuart                   |
| Emma Amos              | Meisje met het litteken  |
| Brian Bovell           | Broer van Hortense       |
| Trevor Laird           | Broer van Hortense       |
| Clare Perkins          | Schoonzus van Hortense   |
| Elias Perkins McCook   | Neef van Hortense        |